# ساختمان آلتینو آرانتس

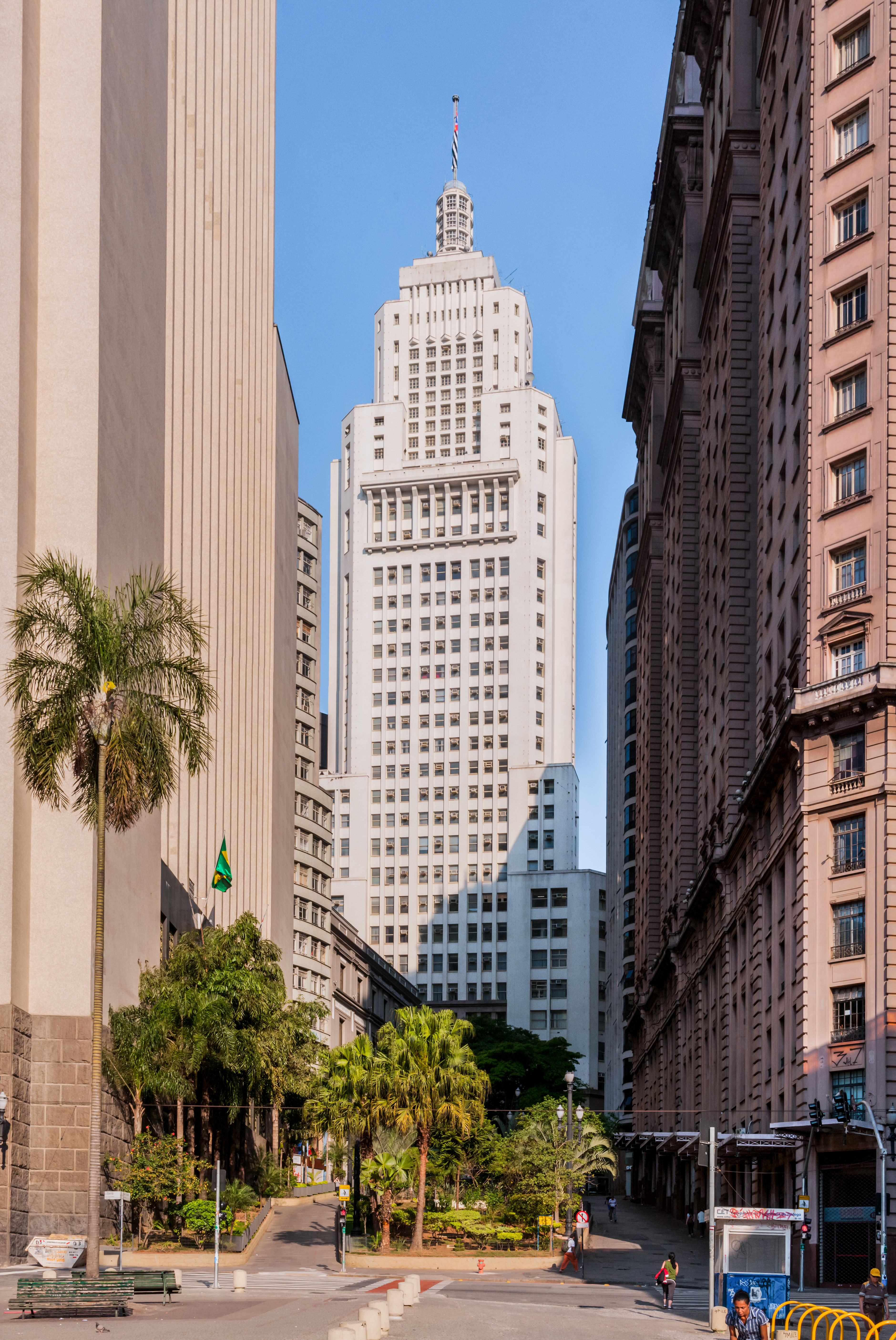
ساختمان روغن آرانتس

ساختمان آلتینو آرانتس (در زبان پرتغالی: Edifício Altino Arantes) چهارمین آسمان خراش از نظر ارتفاع در برزیل است که در سائو پائولو، واقه شده است. این ساختمان، ۱۶۱ متر ارتفاع، ۴۰ طبقه و ۱۷٫۹۵۱ متر مربع مساحت دارد و در سال ۱۹۴۷ تکمیل شد.